# Joseph Henry Gilbert

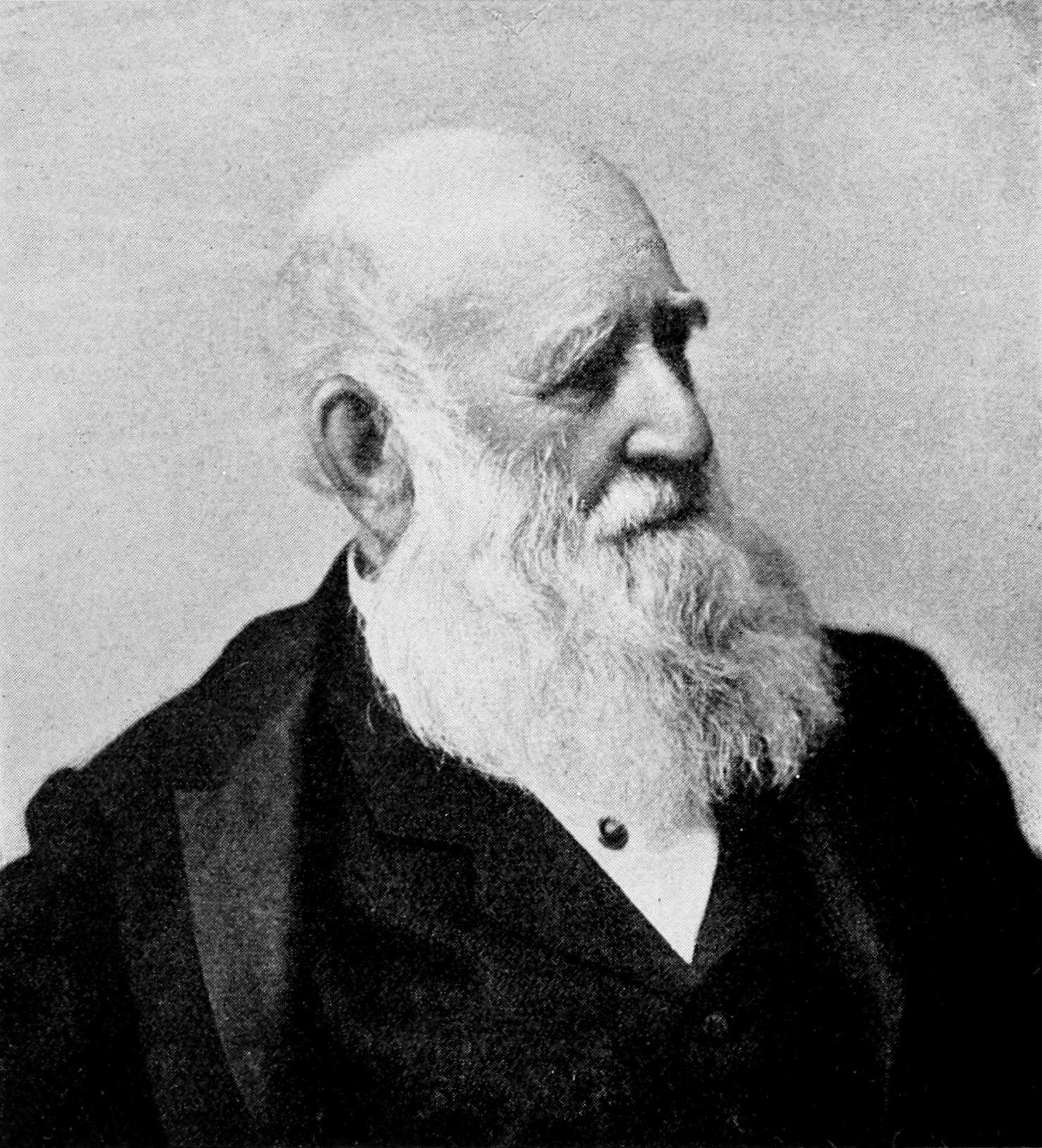
Joseph Henry Gilbert

Joseph Henry Gilbert (ur. 1817, zm. 1901) – angielski chemik i agronom. Pracował na pierwszej na świecie rolniczej Stacji Eksperymentalnej Rothamsted, współpracując z jej założycielem Johnem Bennetem Lawesem przez ponad 50 lat, prowadząc badania w dziedzinie agronomii i współzarządzając ową instytucją. W latach 1884–1890 był profesorem Uniwersytetu Oksfordzkiego. W 1893 r. otrzymał tytuł Sir.